# مقاطعة غراند فوركس (داكوتا الشمالية)
غراند فوركس (بالإنجليزية: Grand Forks)‏ هي إحدى مقاطعات ولاية داكوتا الشمالية في الولايات المتحدة الأمريكية.